# La batalla de Inglaterra (película)
La batalla de Inglaterra es una película inspirada en el famoso hecho homónimo, cuando el ejército nazi intentó invadir Inglaterra en el año 1940 al inicio de la Segunda Guerra Mundial.
Es una de las películas bélicas ambientadas en la Segunda Guerra Mundial, con las escenas más reales y mejor logradas. La película fue rodada en la Base Aérea de Tablada (Sevilla), algunas playas de la Provincia de Huelva, en San Sebastián, Fuenterrabía y Zarauz. Los productores de la película se encontraron con el problema de encontrar, 30 años después, los aviones protagonistas de aquellos enfrentamientos. Su salvación llegó al comprobar que muchos de los aparatos aún estaban en servicio en España.
La película, que cuenta con un extenso reparto de primeras figuras, narra de forma bastante rigurosa los acontecimientos que se desarrollaron en Inglaterra aquel verano de 1940, cuando la invasión de las islas británicas era inminente por parte de la Alemania nazi en la Operación León Marino.
Las escenas de combates aéreos están fielmente reproducidas, ya que fueron asesoradas por dos de los auténticos protagonistas de la batalla, el as alemán y general de la Luftwaffe Adolf Galland y el jefe de ala de combate de la RAF Robert Stanford Tuck. 

## Reparto
Commonwealth
- Laurence Olivier: el Mariscal en Jefe del Aire Sir Hugh Dowding.
- Trevor Howard: el Vice-Mariscal del Aire neozelandés Sir Keith Park.
- Patrick Wymark: el Vice-Mariscal Trafford Leigh-Mallory.
- Christopher Plummer: el piloto canadiense y Jefe de Escuadrón Colin Harvey.
- Michael Caine: el Jefe de Escuadrón Canfield.
- Ralph Richardson: el embajador británico en Suiza.
- Robert Shaw: "Skipper", Jefe de Escuadrón.
- Susannah York: la mujer de Colin, Maggie Harvey.
- Ian McShane: el sargento Andy.
- Kenneth More: el capitán Baker, jefe de la base de la RAF en Duxford.
- Edward Fox: el oficial Archie.

Alemania
- Curd Jürgens: el embajador alemán en Suiza.
- Hein Riess: el mariscal Hermann Göring, comandante en jefe de la Luftwaffe.

## Comentarios
La película fue rodada en la Base Aérea de Tablada (Sevilla), algunas playas de la Provincia de Huelva y en San Sebastián, Fuenterrabía, Zarauz (Guipúzcoa), Bentley Priory y Middlesex.